# Castelo de Kellie

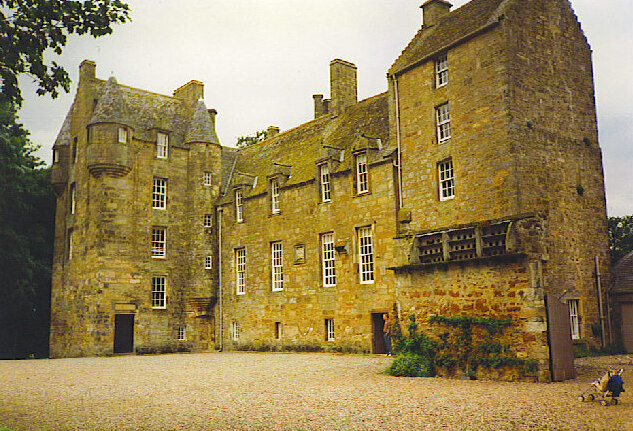
Castelo de Kellie, Escócia.

O Castelo de Kellie localiza-se fora de Arncroach, a cerca de 5 quilómetros a norte de Pittenweem no East Neuk de Fife, na Escócia.
Remonta ao século XIV e foi restaurado pela família Lorimer no final do século XIX.